# Octavio Lepage

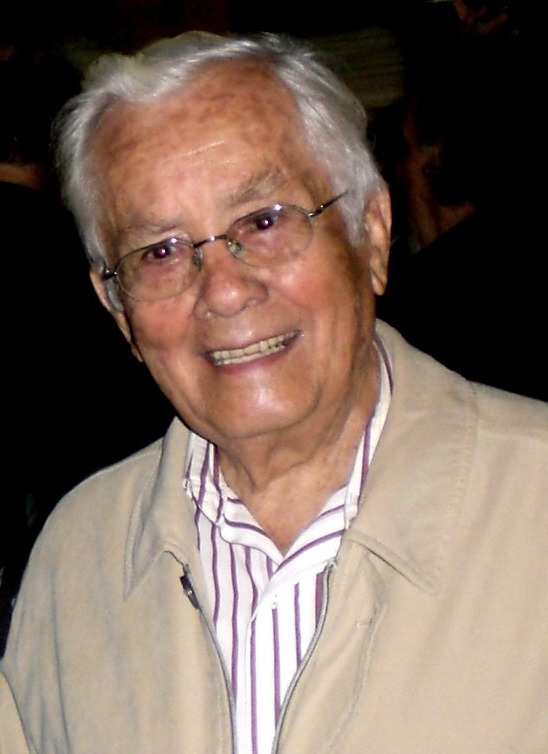
Octavio Lepage năm 2009

Octavio Lepage Barreto (24 tháng 11 năm 1923 – 6 tháng 1 năm 2017) là một chính trị gia, Tổng thống Venezuela từ ngày 21 tháng 5 năm 1993 – 5 tháng 6 năm 1993, Bộ trưởng Bộ Nội vụ năm 1984 – 1986 và 1975 – 1978.